# Anno europeo delle ferrovie
L'anno 2021 è stato proclamato anno europeo delle ferrovie.

## Storia
Nel giugno 2020 Anna Deparnay-Grunenber, membro del Partito Verde Europeo, presenta un progetto di relazione alla commissione per i trasporti e il turismo (TRAN) in qualità di relatore.
Il 14 ottobre 2020, il TRAN vota quasi all'unanimità la proposta per l'istituzione di un anno europeo delle ferrovie.
Il 4 marzo 2020, la Commissione europea pubblica una proposta relativa alla creazione di un anno europeo delle ferrovie in modo che possa essere sottoposta all'esame del Parlamento europeo e del Consiglio.
Il 24 giugno 2020, il Consiglio dell'Unione europea sostiene la proposta e restituisce un mandato negoziale alle delegazioni responsabili del fascicolo.
Il 23 dicembre 2020, la decisione nº2020 / 2228 del Parlamento europeo e del Consiglio, pubblicata nella Gazzetta ufficiale dell'Unione europea, conferma la creazione di un Anno Europeo dedicato alla ferrovia.
Questo evento dedicato alla mobilità ferroviaria si inserisce in un contesto politico fortemente influenzato dalla pandemia Covid-19 e da progetti di ripresa economica incentrati sulla transizione energetica, fra cui il Green Deal europeo costituisce un pilastro centrale.

## Obiettivi
- Promuovere la mobilità sostenibile, in conformità con gli obiettivi del Green Deal europeo e più in generale nell'interesse della transizione energetica e del disimpegno dai combustibili fossili.
- Reindirizzare il trasporto merci su rotaia per raggiungere gli obiettivi di riduzione dell'impatto ambientale del trasporto su strada .
- Integrare e collegare meglio le varie linee di trasporto ferroviario all'interno dell'Unione europea.[9][10]
- Promuovere l'estensione delle linee ferroviarie nelle regioni europee meno sviluppate e più dipendenti dal trasporto stradale, in particolare nell'Europa meridionale.
- Potenziamento di linee ferroviarie abbandonate o sottoutilizzate.[11]

## Iniziative
Nel dicembre 2020, SNCF, ÖBB (Ferrovie federali austriache), Deutsche Bahn (Società per azioni delle Ferrovie tedesche) e SBB (Ferrovie federali svizzere) firmano un accordo per collaborare allo sviluppo di quattro linee Nightjet aggiuntive che collegheranno le città di Vienna, Monaco, Parigi, Zurigo, Colonia e Amsterdam dal 2021. Un collegamento ferroviario notturno tra Zurigo e Barcellona è previsto per il 2024.
La cooperativa collettiva francese Les Oiseaux de Passage lancia un bando di collaborazione per creare un catalogo di offerte turistiche in Europa intorno alla ferrovia e alla mobilità sostenibile, con collegamenti ferroviari e marittimi tra Germania e Sardegna, creando un'offerta turistica non dipendente dal trasporto aereo da continente a isola.
L'11 febbraio 2021 l'associazione La Maison de l'Europe di Parigi ha organizzato una conferenza sull'anno europeo delle ferrovie a cui ha partecipato Karima Delli, presidente della Commissione Trasporti e Turismo.
Il 29 marzo 2021, la Commissione europea, sotto la presidenza del Portogallo, ha organizzato il lancio ufficiale dell'anno europeo delle ferrovie.